# O’Donnell (stacja metra)
O’Donnell – stacja metra w Madrycie, na linii 6. Znajduje się w dzielnicy Salamanca, w Madrycie i zlokalizowana jest pomiędzy stacjami Manuel Becerra, Sainz de Baranda. Została otwarta 11 października 1979.